# August Beck (Maler)

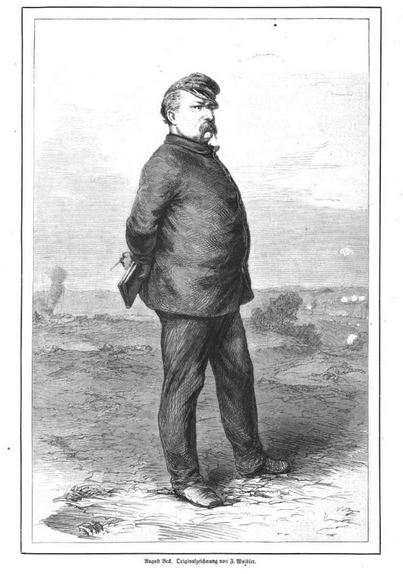
August Beck

August Beck (* 1823 in Basel; † 23. Juli 1872 in Thun; heimatberechtigt in Basel) war ein Schweizer Maler, Radierer, Holzschnittzeichner und Illustrator der Düsseldorfer Malerschule.

## Leben
August Beck erhielt seine künstlerische Ausbildung von 1844 bis 1847 an der Düsseldorfer Kunstakademie, wo u. a. Karl Ferdinand Sohn und Rudolf Wiegmann seine Lehrer waren. Er war befreundet mit dem ebenfalls in Düsseldorf studierenden Arnold Böcklin. Er gehörte zu den Gründungsmitgliedern des Düsseldorfer Künstlervereins Malkasten. Ab den 1860er Jahren hatte er seinen Wohnsitz in Dresden.
Beck wirkte hauptsächlich als Schlachtenmaler und hier speziell als Zeichner militärischer Szenen für illustrierte Zeitungen, etwa der Düsseldorfer Monathefte und besonders der Leipziger Illustrirten Zeitung und in den 1870er Jahren bei der in Bern erschienenen Suisse illustrée. So lieferte er der Leipziger Zeitung 1859 Bilder vom Italienischen Krieg. 1864 gehörte er neben Otto Clemens Fikentscher, Emil Hünten, Wilhelm Camphausen und Adolph Northen zu dem Aufgebot Düsseldorfer Künstler, die während des Deutsch-Dänischen Krieges um Schleswig-Holstein als Berichterstatter auf den Kriegsschauplatz geschickt wurden, und deren Arbeiten in der Folge in Ausstellungen in Düsseldorf und landesweit gezeigt wurden. Auch während des Deutschen Krieges 1866 und des Deutsch-Französischen Krieges 1870/1871 war er als Berichterstatter tätig. Die als „Schlachtenbummler“ (Friedrich Schaarschmidt) gewonnenen Eindrücke hielt er in Zeichnungen fest und setzte sie in Gemälde und Illustrationen um. Letztere erschienen als Reproduktionen in der Technik des Holzstichs in vielen populären Zeitschriften. Zudem thematisierte er historische Kriegsereignisse, wie etwa die Schlacht bei Wagram im Fünften Koalitionskrieg 1809.

## Werke (Auswahl)

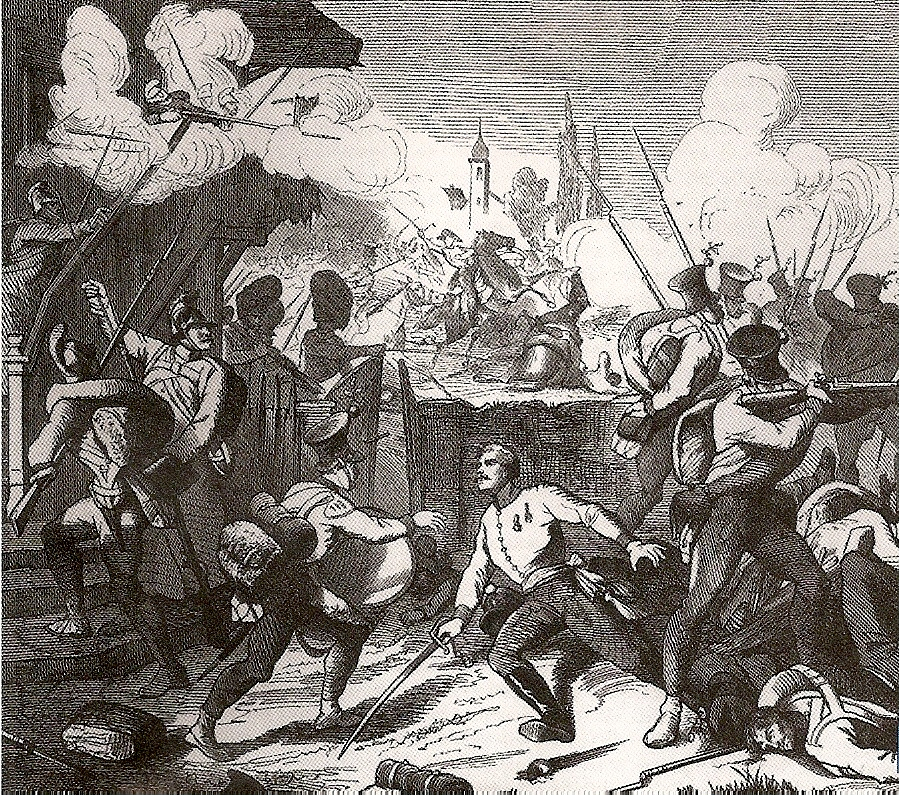
Österreicher in der Schlacht bei Wagram

- 1850: Schweizer Militair Album [Uniformen]. Düsseldorfer lithogr. Kunst-Anstalt
- 1859: Aus dem Hauptquartier der österreichischen Armee während des Italienischen Krieges 1859. Zeichnungen
- 1860: Der Zoologische Garten zu Köln.[6]
- 1863: Jubel-Kalender zur Erinnerung an die Völkerschlacht bei Leipzig vom 16. – 19. AD Oktober 1813. Mit Illustrationen nach Originalzeichnungen von August Beck, C. und E. Kirchhoff und Caspar Scheuren. Weber, Leipzig 1863. (Digitalisat).
- 1864: Aus dem Hauptquartier des Bundesexecutionscorps in Holstein und aus denen der verbündeten österr.-preuss. Operationscorps in Schleswig und Dänemark 1864. Auch als Chronik des deutsch-dänischen Krieges (mit Ludwig Burger und Friedrich Kaiser), Zeichnungen
- 1864: Illustrirte Kriegs-Berichte aus Schleswig-Holstein: Gedenkblätter an den Deutsch-Dänischen Krieg von 1864. Weber, Leipzig 1864 (Digitalisat BSB)
- 1866: Aus dem Hauptquartier des Kronprinzen von Sachsen vom Krieg 1866.
- 1869: Bergung von Verunglückten vor dem „Segen-Gottes-Schacht“ bei Potschappel (Freital) nach der Katastrophe vom 2. August 1869. In: Leipziger Illustrirte Zeitung vom 21. August 1869[7]
- 1870: Dresden – Sächsische Grenadiere. Zum 200. Jubiläum des 100. und 101. Grenadierregiments am 30. April 1870. Holzstich, verso bedruckt, 12 Teilansichten aus der Regimentsgeschichte, ca. 40 × 50 cm[8]
- 1870: Deutsch-französischer Krieg 1870/71, aus dem Hauptquartier des Kronprinzen von Sachsen. auch im Verein mit weiteren Künstlern als illustrierte Chronik des deutsch-französischen Krieges
- 1874: Lose Blätter zur Geschichte der Königlich Sächsischen Armee. 41 Tafeln, auf Holz gezeichnet, Meinhold, Dresden 1874, postum